# Moineau bridé
Gymnoris superciliaris
Espèce
Synonymes
- Petronia superciliaris

Statut de conservation UICN

 LC  : Préoccupation mineure
Le Moineau bridé (Gymnoris superciliaris), également appelé Moineau soulcie à sourcils, Moineau soulcie austral ou Moineau soulcie d'Afrique du Sud, est une espèce d'oiseaux de la famille des Passeridae. 

## Taxinomie
Le Moineau bridé a été décrit en 1845 par Edward Blyth. Avant d'être placé dans le genre Gymnoris, il s'appelait Petronia superciliaris.

## Habitat et répartition

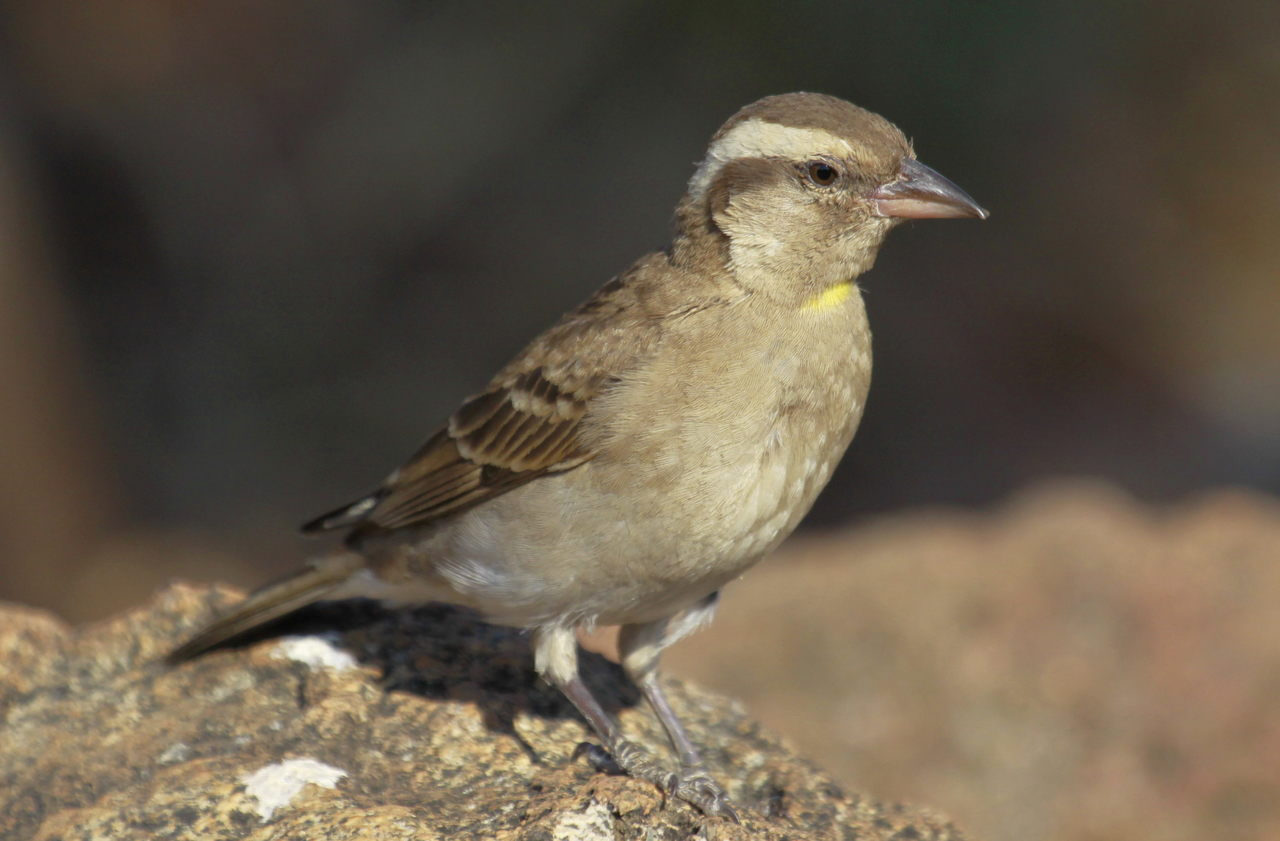

Cet oiseau vit en Afrique, au sud de l'équateur.

## Mensurations
Il mesure 15 - 16 cm pour 22 - 30 g.

## Alimentation
Il se nourrit de graines, de nectar et d'insectes.

## Sous-espèces
Cet oiseau est représenté par 4 sous-espèces :
- Gymnoris superciliaris bororensis (Roberts, 1912) : Tanzanie, Malawi, Mozambique, Natal et Swaziland ;
- Gymnoris superciliaris flavigula (Sundevall, 1850) : Zambie, Zimbabwe, Mozambique, Botswana et Afrique du Sud ;
- Gymnoris superciliaris rufitergum (Clancey, 1964) : De la République démocratique du Congo à la Tanzanie, Malawi, Zambie, Angola et Botswana
- Gymnoris superciliaris superciliaris : Afrique du Sud (de la province du Cap à Natal).